# Clovis (entreprise)
Pour les articles homonymes, voir Clovis (homonymie).
 (juillet 2011).
Clovis (anciennement Clovis Location) est une entreprise spécialiste de la location de véhicules industriels et utilitaires et du fleet management. Fondé en 1984 par un groupe de distributeurs Renault Trucks, Clovis est un loueur mono marque et multi services. Clovis dispose d'un parc de camions estimé en 2024 à plus de 25000 véhicules destinés à la location courte et longue durée.
La société Clovis est une SAS (Société par actions simplifiée) détenue à 55 % par Coservices et à 45 % par Renault Trucks.

## La franchise Clovis
Le réseau Clovis  s'est constitué autour d'une franchise. Pour être agréés, les franchisés doivent appartenir au réseau Renault Trucks. En 2023, le réseau compte 38 membres et 200 établissements principaux répartis sur l'ensemble du territoire français (métropole et DROM). Clovis compte également une centaine de points services location.

## Le développement de Clovis
Le développement de Clovis se réalise 100 % en interne depuis sa création, ce qui lui a permis de devenir le deuxième loueur au niveau national en termes de parc de véhicules. Le développement du parc de véhicules Clovis est essentiellement tourné vers la location longue durée. La location courte durée représente quant à elle 25 % du parc de véhicules de Clovis Location en 2018.

## Répartition du parc Clovis

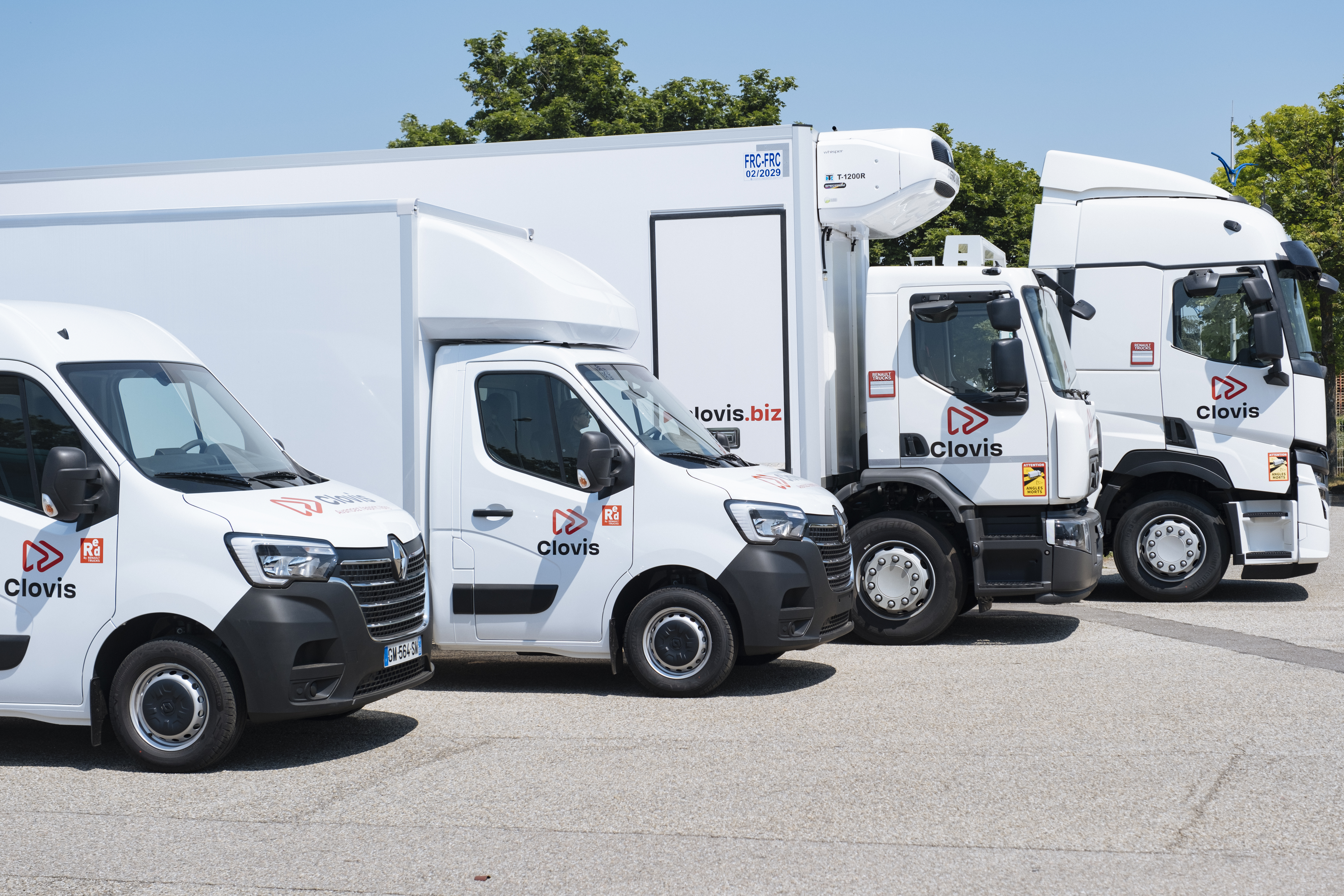
Des véhicules Clovis

La répartition du parc de véhicule de Clovis Location en 2010.:
- fourgons : 37 % du parc total de véhicules
- Tracteurs : 21 % du parc total de véhicules
- FGTD (FourGon à Température Dirigée) : 16 % du parc total de véhicules
- bennes/ Polybennes : 8 % du parc total de véhicules
- semi-remorques : 7 % du parc total de véhicules
- plateaux : 3 % du parc total de véhicules
- PLSC ou Tautliner : 3 % du parc total de véhicules
- citernes : 2 % du parc total de véhicules
- divers : 3 % du parc total de véhicules

## Répartition de la clientèle Clovis par secteur
La répartition de la Clientèle Clovis par secteur d'activité en 2010:
- Transports/Logistique : 38 %
- Agroalimentaire : 15 %
- Distribution : 12 %
- Matériaux/BTP : 10 %
- Services : 8 %
- Collectivités : 4 %[10]
- Gaz/Combustibles : 3 %
- Divers : 10 %

## Les marques
- Clovis : location de véhicules utilitaires et industriels Renault Trucks et gestion de parc de véhicules multimarques
- Avancez l'esprit libre : Baseline de Clovis